# ダルボ・ドッグ
ダルボ・ドッグ（英：Dalbo Dog）とは、スウェーデン原産の護畜犬種である。犬種名はスウェーデンに在住しているダルボ人によって飼育されていたことにちなんでいる。なお、名前の似通っているタルボット・ハウンドとは全く別の犬種である。別名はスウェーディッシュ･モロサー（英:Swedish Molosser）、スウェーディッシュ･マスティフ（英:Swedish Mastiff）。

## 歴史
紀元前1000年にはすでに犬種として存在していたとみられる超古代犬種である。このことはそのころに作られた本種のための重くスパイクのついた鉄製の首輪が発見されていることなどにより証明されている。主に羊をオオカミから守るための護畜犬として使われ、羊がオオカミに襲われると命を懸けて勇敢に戦った。なお、このときに首の急所を守る役割を果たしていたのが先述の首輪である。
19世紀の中ごろになるとスウェーデンのオオカミの生息数が減少し、それに伴って役目を失ったダルボ・ドッグの頭数も急速に減少した。20世紀に入ると本種の姿は全く見られなくなり、1913年に行われた徹底調査により絶滅が確認された。

## 特徴
残されたいくつかの写真によりその姿を見ることができる。特徴を詳しく描写すると、筋肉質のがっしりした体で、脚が太く長い。マズルは短めで、耳は垂れ耳、尾はふさふさした垂れ尾。コートは厚いショートコートで、毛色はウルフ、ブラック、ブラック・アンド・タン、グレー・アンド・イエローなど。体高75～81cmの大型犬で、性格は忠実で勇敢であった。

## 参考
- 『デズモンド・モリスの犬種事典』デズモンド・モリス著書、福山英也、大木卓訳 誠文堂新光社、2007年